# DZIP1
DZIP1‏ (DAZ interacting zinc finger protein 1) هوَ بروتين يُشَفر بواسطة جين DZIP1 في الإنسان.